# Żyły móżdżku
 Żyły móżdżku (łac. venae cerebelli) – w anatomii człowieka naczynia żylne mózgowia odprowadzające krew z móżdżku. Wyróżnia się wśród nich żyły głębokie i powierzchowne, a także żyły dolnej (podpotylicznej), górnej (namiotowej) i przedniej (skalistej) powierzchni półkul móżdżku, oraz żyły dolnej i górnej części robaka. Żyły głębokie przebiegają wzdłuż konarów móżdżku, odprowadzając krew z jego głębokich części. Żyły dolne półkuli móżdżku, odprowadzające krew z dolnej powierzchni półkul, biegną w stronę tylną i wpadają do zatoki poprzecznej, zatoki potylicznej i zatoki esowatej, a także w stronę boczno-przednią, gdzie uchodzą do zatok skalistych. Żyły górne półkuli móżdżku, odprowadzające krew z górnej powierzchni półkul, biegną w stronę boczną i wpadają do zatoki skalistej górnej i zatoki poprzecznej. Z powierzchni przedniej półkul móżdżku żyły prowadzą krew do zatok skalistych. Z robaka krew odpływa żyłą dolną robaka do zatoki prostej i żyłą górną robaka, kierującą się do przodu i wpadającą do żyły wielkiej mózgu, żyły wewnętrznej mózgu lub również do zatoki prostej.